# 圣弗兰 (马恩省)
圣弗兰（法語：Saint-Vrain，法語發音：[sɛ̃ vʁɛ̃] ⓘ）是法国马恩省的一个市镇，属于维特里勒弗朗索瓦区。

## 地理
圣弗兰（48°41'42"N, 4°48'13"E）面积11.57 平方千米，位于法国大東部大區马恩省，该省份为法国东北部内陆省份，北起阿登省，西北接埃纳省，西南接塞纳-马恩省，南至奥布省，东南接上马恩省，东临默兹省。
与圣弗兰接壤的市镇（或旧市镇、城区）包括：佩尔特、埃尔斯勒于捷、莫吕勒蒙图瓦、斯克吕、特鲁瓦方丹拉拜、武耶。

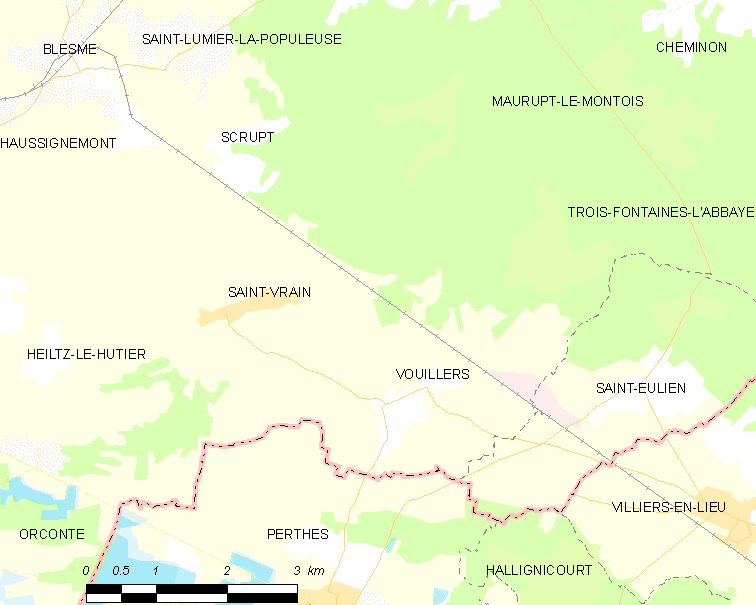
的OSM定位图

圣弗兰的时区为UTC+01:00、UTC+02:00（夏令时）。

## 行政
圣弗兰的邮政编码为51340，INSEE市镇编码为51521。

## 政治
圣弗兰所属的省级选区为塞迈兹莱班县。

## 人口

1962-2008年间人口变化图示

圣弗兰于2022年1月1日时的人口数量为227人。